# یواس‌اس تولیپ (۱۸۶۲)
یواس‌اس تولیپ (۱۸۶۲) (به انگلیسی: USS Tulip (1862)) یک کشتی بود که طول آن ۹۷ فوت ۳ اینچ (۲۹٫۶۴ متر) بود. این کشتی در سال ۱۸۶۳ ساخته شد.